# Barrio de Guadalupe, Acambay de Ruíz Castañeda
Barrio de Guadalupe är en ort i Mexiko, tillhörande kommunen Acambay de Ruíz Castañeda i den västra delen av delstaten Mexiko, i den centrala delen av landet. Orten hade 279 invånare vid folkräkningen 2010.